# Васил Пандов
Васил Христов Пандов е български политик и юрист от „Продължаваме промяната“. Народен представител от „Продължаваме промяната“ в XLVIII, XLIX и LI народно събрание. 

## Биография
Васил Пандов е роден на 30 юни 1977 г. в град София, Народна република България. Средното си образование завършва в 9-а френска езикова гимназия „Алфонс дьо Ламартин“ в София. През 2002 г. завършва Юридическия факултет на Софийския университет „Св. Климент Охридски“. През 2002 г. специализира в Кеймбриджкия университет (Великобритания), а през 2011 г. – в Хагската академия по международно право (Нидерландия). От 2013 г. е доктор по право.
От 2002 г. е адвокат в Софийската адвокатска колегия, управляващ съдружник в адвокатска къща „Рила консулт“. В периода от 2003 до 2009 г. е адвокат на Българския лекарски съюз, а от 2007 до 2021 г. е адвокат на Българския фармацевтичен съюз.
През 2009 г. става преподавател по международно частно право в Юридическия факултет на Софийския университет „Св. Климент Охридски“.
В периода от януари до август 2022 г. е началник на кабинета на министъра на здравеопазването Асена Сербезова в правителството на Кирил Петков, също и председател на Надзорния съвет на Националната здравноосигурителна каса. От октомври 2022 г. е народен представител в XLVIII НС.